# Ko0416
Ko（1994年4月16日—），本名高志峯，香港人，擅長射擊遊戲、恐怖遊戲、實況代抽、獻祭。
現居台灣。曾代表AHQ出國參加絕地求生比賽，退役後轉型全職實況主並加入4Gamers，2025年4月1日，從4Gamers畢業，並加入由西南69(蔣西南)成立的南大俠娛樂。

## 經歷
- 2018年7月絕地求生PGI 全球邀請賽[2]與殺梗、K3、W1nner，組成AHQ最初的黃金陣容出戰。最後以1260分的成績結束4天的比賽。
- 2018年8月Twitch實況主大逃殺亞洲區決賽[3]，和Xargon組成的隊伍【SKR】以冠軍之姿，拿下前進PAX West打世界總決賽的資格。
- 2018年9月Twitch全球實況主大逃殺邀請賽[4]，和Xargon組成的隊伍最終獲得第四名[5]。
- 2019年將俠盜列車手RP模式引入台港澳實況，創立鬼島伺服器，吸引許多實況主參加，造成當時一股RP風潮。
- 2021年Twitch鬼月活動[6]DBD隊伍獲得冠軍，可惜跟鬼王頭銜失之交臂。
- 2022年Twitch鬼月活動[7]DBD最後一場以精湛的戰術，獲得歷史新低1482分幫助隊伍奪冠，成為二冠王。
- 2023年11月加入了勝利女神：妮姬每每10抽都抽不到自己想要的角色，因此心有不平的高志峯，在2023年12月14號的公開直播獻祭了觀眾

## 外部連結
- Ko0416的Facebook專頁
- YouTube上的Ko0416頻道
- Ko0416的Twitch频道
- Ko0416的Instagram帳戶主帳號